# Cap Lopez

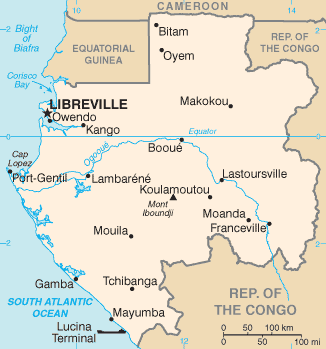
Mapa Gaponu s poloostrovem Lopez

Cap Lopez (anglicky Cape Lopez) je mys a poloostrov nacházející v Gabonu v západní Africe v deltě řeky Ogooué, kde odděluje Guinejský záliv od Atlantského oceánu. Zároveň chrání nedaleký přístav a druhé největší město v Gabonu, Port-Gentil.
První zmínka o Lopezově mysu pochází z přelomu let 1473 a 1474, kdy oblast navštívil portugalský mořeplavec Lopes Gonçalves, podle kterého je mys pojmenován. Na mysu se od roku 1897 nachází maják. Nynější podoba majáku byla realizována v roce 1911. Nedaleko od majáku se nalézají skladiště s ropou. V roce 2013 unesli piráti maltézskou dopravní loď Cotton k nigerijským břehům.